# Lugny-lès-Charolles
Lugny-lès-Charolles és un municipi francès, situat al departament de Saona i Loira i a la regió de Borgonya - Franc Comtat. L'any 2007 tenia 324 habitants.

## Demografia

### Població
El 2007 la població de fet de Lugny-lès-Charolles era de 324 persones. Hi havia 128 famílies, de les quals 28 eren unipersonals (20 homes vivint sols i 8 dones vivint soles), 44 parelles sense fills, 48 parelles amb fills i 8 famílies monoparentals amb fills.
La població ha evolucionat segons el següent gràfic:
Habitants censats

### Habitatges
El 2007 hi havia 161 habitatges, 125 eren l'habitatge principal de la família, 23 eren segones residències i 13 estaven desocupats. Tots els 160 habitatges eren cases. Dels 125 habitatges principals, 94 estaven ocupats pels seus propietaris, 27 estaven llogats i ocupats pels llogaters i 4 estaven cedits a títol gratuït; 5 tenien dues cambres, 16 en tenien tres, 26 en tenien quatre i 78 en tenien cinc o més. 85 habitatges disposaven pel capbaix d'una plaça de pàrquing. A 42 habitatges hi havia un automòbil i a 76 n'hi havia dos o més.

### Piràmide de població
La piràmide de població per edats i sexe el 2009 era:
| Homes | Edats   | Dones |
| ----- | ------- | ----- |
| 0     | 95 o +  | 0     |
| 8     | 90 a 94 | 0     |
| 4     | 85 a 89 | 4     |
| 0     | 80 a 84 | 0     |
| 4     | 75 a 79 | 4     |
| 8     | 70 a 74 | 16    |
| 0     | 65 a 69 | 4     |
| 12    | 60 a 64 | 12    |
| 8     | 55 a 59 | 4     |
| 12    | 50 a 54 | 16    |
| 12    | 45 a 49 | 12    |
| 8     | 40 a 44 | 4     |
| 0     | 35 a 39 | 4     |
| 16    | 30 a 34 | 8     |
| 4     | 25 a 29 | 12    |
| 16    | 20 a 24 | 12    |
| 8     | 15 a 19 | 4     |
| 0     | 10 a 14 | 0     |
| 8     | 5 a 9   | 0     |
| 8     | 0 a 4   | 16    |

## Economia
El 2007 la població en edat de treballar era de 203 persones, 167 eren actives i 36 eren inactives. De les 167 persones actives 154 estaven ocupades (83 homes i 71 dones) i 13 estaven aturades (4 homes i 9 dones). De les 36 persones inactives 13 estaven jubilades, 15 estaven estudiant i 8 estaven classificades com a «altres inactius».

### Ingressos
El 2009 a Lugny-lès-Charolles hi havia 128 unitats fiscals que integraven 342 persones, la mediana anual d'ingressos fiscals per persona era de 17.416 €.

### Activitats econòmiques
Dels 13 establiments que hi havia el 2007, 2 eren d'empreses de fabricació d'altres productes industrials, 3 d'empreses de construcció, 3 d'empreses de transport, 1 d'una empresa d'hostatgeria i restauració, 1 d'una empresa immobiliària, 1 d'una empresa de serveis, 1 d'una entitat de l'administració pública i 1 d'una empresa classificada com a «altres activitats de serveis».
Dels 3 establiments de servei als particulars que hi havia el 2009, 1 era un paleta, 1 guixaire pintor i 1 fusteria.
L'any 2000 a Lugny-lès-Charolles hi havia 22 explotacions agrícoles que ocupaven un total de 1.064 hectàrees.

## Equipaments sanitaris i escolars
El 2009 hi havia una escola elemental.

## Poblacions més properes
El següent diagrama mostra les poblacions més properes.